# しゃべりて
しゃべりては、TBCラジオで放送されているラジオ番組。2006年10月から放送開始。開始当初は、毎週土曜日の放送だったが、2007年4月からテーマを男にして月曜日の放送に移行。2007年9月24日に放送休止。

## 放送時間
- 現在（2007年4月から2007年9月24日まで）

毎週月曜日  21時00分-22時00分　
- 2006年10月から2007年3月まで

毎週土曜日　18時00分-19時30分　　　

## パーソナリティ
- 古田優児
- 三橋泰介

## 番組コーナー
- しゃべりて衰弱
- 男の・・・あるある！
- 今週のダンディズム

## ゲスト（インタビュー形式での登場が多い）
- 髙田明
- AAA (トリプル・エー)
- 黒宮千香子
- 稲川淳二